# Göran Persson (militär)
Nils Göran Persson, född 25 oktober 1921 i Lunds stadsförsamling i Malmöhus län, död 5 mars 2001 i Östra Torns församling i Skåne län, var en svensk militär.

## Biografi
Persson avlade officersexamen vid Krigsskolan 1944 och utnämndes samma år till fänrik vid Skånska luftvärnskåren, där han befordrades till löjtnant 1946 och till kapten 1955. Han gick Luftvärnsofficersskolan vid Artilleri- och ingenjörhögskolan 1947–1948 och Högre tekniska kursen vid Krigshögskolan 1952–1954, inträdde i Generalstabskåren 1956 och tjänstgjorde vid Försvarsstaben 1956–1958 samt vid Planeringsavdelningen i Arméstaben 1958–1961. Han tjänstgjorde vid Luleå luftvärnskår 1961–1963 och befordrades till major 1962. Därefter var han chef för Studieavdelningen vid Arméstaben 1963–1968 och befordrades till överstelöjtnant 1965. Som avdelningschef bidrog han i hög grad till att fastställa kriterier för val mellan vapensystem och lade fast grunderna för en studieteknik som ytterst ledde till beslutet att luftvärnet skulle ersätta automatkanonerna med luftvärnsrobotar. I en nekrolog vitsordas Persson: ”Med sinne för logik och noggrannhet och en stark känsla för den trygghet som ligger i god planering försökte han motverka den ryckighet i förutsättningarna som så ofta drabbar anskaffningen av komplicerade och resurskrävande system.” Från 1967 medverkade han i 1967 års luftförsvarsutredning.
Efter att ha varit lärare vid Luftvärnsskjutskolan 1968–1969 befordrades Persson 1969 till överste, varpå han var chef för Skånska luftvärnsregementet 1969–1975. Han befordrades till överste av första graden 1975 och var luftvärnsinspektör vid Arméstaben 1975–1982. Under hans tid som inspektör verkställdes luftvärnets ombeväpning med robotsystem 70. Persson inträdde i reserven 1982.
Göran Persson invaldes 1973 som ledamot av Kungliga Krigsvetenskapsakademien. Han är begravd på Stävie kyrkogård.

## Utmärkelser
- Riddare av Svärdsorden, 1963.[8]